# ماكليستر هال
ماكليستر هال (بالإنجليزية: McAllister Hull)‏ هو أستاذ جامعي وفيزيائي أمريكي، ولد في 1 سبتمبر 1923 في برمنغهام في الولايات المتحدة، وتوفي في 9 فبراير 2011.